# Srebrnik, Bistrica ob Sotli
Srebrnik je naselje v Občini Bistrica ob Sotli,